# Liste der Biografien/Meic
Liste der Biografien |
Portal Biografien |
Personensuche
# |
A |
B |
C |
D |
E |
F |
G |
H |
I |
J |
K |
L |
M |
N |
O |
P |
Q |
R |
S |
T |
U |
V |
W |
X |
Y |
Z |
?
 
Ma |
Mb |
Mc |
Md |
Me |
Mf |
Mg |
Mh |
Mi |
Mj |
Mk |
Ml |
Mm |
Mn |
Mo |
Mp |
Mq |
Mr |
Ms |
Mt |
Mu |
Mv |
Mw |
Mx |
My |
Mz
 
Mea–Mee |
Mef |
Meg |
Meh |
Mei |
Mej |
Mek |
Mel |
Mem |
Men |
Meo |
Mep |
Mer |
Mes |
Met |
Meu |
Mev |
Mew |
Mex |
Mey |
Mez
 
Meib |
Meic |
Meid |
Meie |
Meif |
Meig |
Meih |
Meij |
Meik |
Meil |
Meim |
Mein |
Meip |
Meir |
Meis |
Meit |
Meiu |
Meiw |
Meix |
Meiz
Die Liste der Biografien führt alle Personen auf, die in der deutschsprachigen Wikipedia einen Artikel haben. Dieses ist eine Teilliste mit 21 Einträgen von Personen, deren Namen mit den Buchstaben „Meic“ beginnt.

## Meic

### Meich
- Meiche, Albin (1856–1945), deutscher Fotograf
- Meiche, Alfred (1870–1947), deutscher Historiker, Volkskundler und Sprachforscher
- Meichel, Joachim († 1637), lateinischer und deutscher Lyriker und Übersetzer der Barockzeit
- Meichelbeck, Karl (1669–1734), Benediktinerpater des Stiftes Benediktbeuern, Kirchenhistoriker
- Meichelbeck, Martin (* 1976), deutscher Fußballspieler
- Meichelt, Christian (* 1776), Kupferstecher und Miniaturmaler
- Meichelt, Heinrich (1805–1880), deutscher Landschaftsmaler und Kunstpädagoge
- Meichenbaum, Donald (* 1940), US-amerikanischer Psychotherapeut
- Meichsner, Dieter (1928–2010), deutscher Schriftsteller, Dramaturg, Drehbuchautor und Produzent
- Meichsner, Eberhard (1914–2001), deutscher Filmproduktionsleiter
- Meichsner, Erich (1922–2010), deutscher Fußballspieler
- Meichsner, Irene (* 1952), deutsche Wissenschaftsjournalistin und Autorin
- Meichsner, Johann Nepomuk (1737–1815), schwäbischer Maler
- Meichsner, Oswald (1921–1985), deutscher Zeichner und Karikaturist
- Meichsner, Rüdiger (* 1940), deutscher Kameramann
- Meichsner, Thomas (1958–2020), deutscher Fußballspieler
- Meichßner, Joachim (1906–1944), deutscher Widerstandskämpfer
- Meichßner, Maximilian (1875–1954), deutscher evangelischer Theologe und Superintendent des Kirchenkreises Wittenberg
- Meichßner, Michael (* 1979), deutscher Schauspieler und Regisseur
- Meichtry, Dominik (* 1984), Schweizer Schwimmer
- Meichtry, Wilfried (* 1965), Schweizer Historiker, Schriftsteller und DrehbuchautorWilfried Meichtry (* 1965)

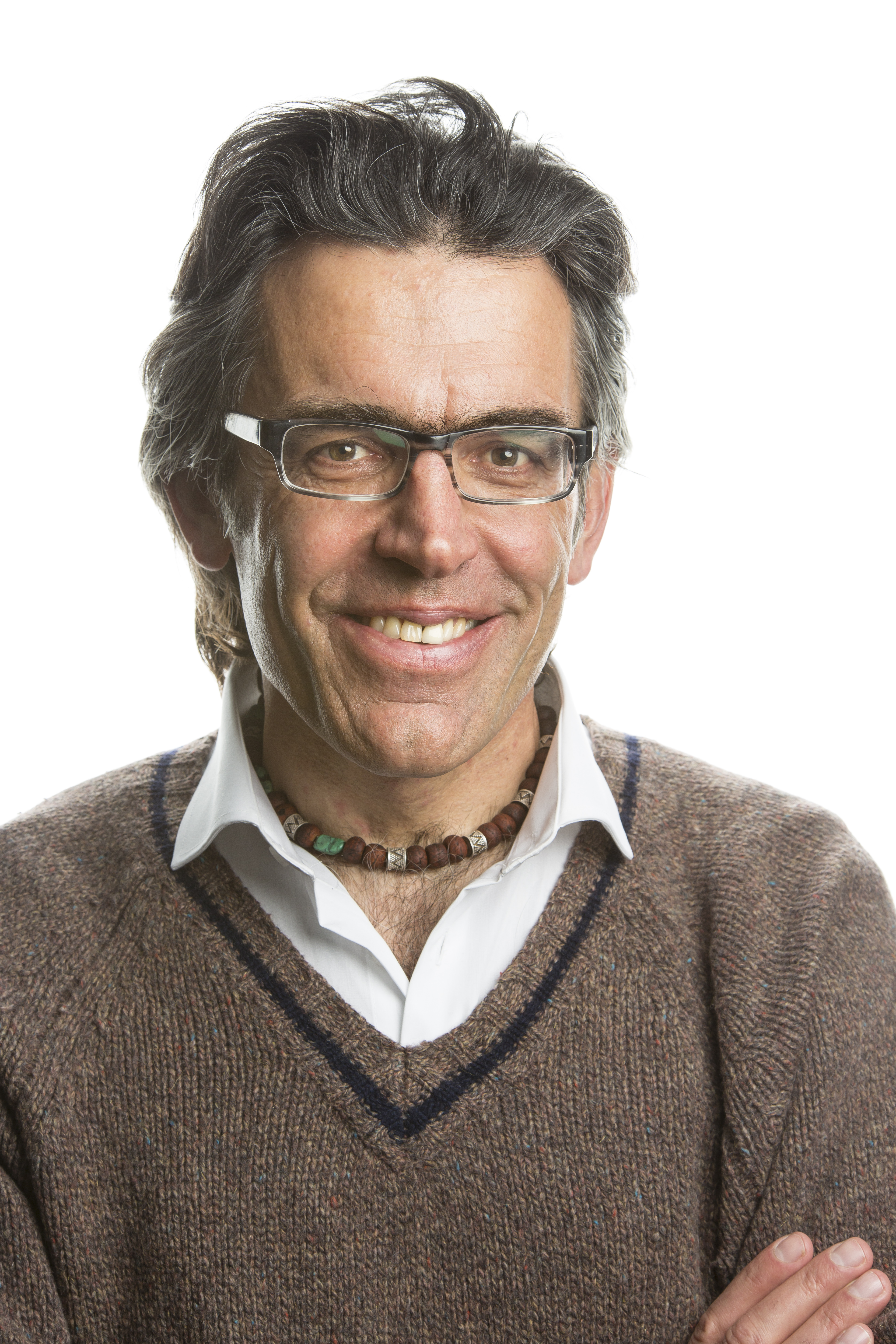
Wilfried Meichtry (* 1965)